# Jon Buckland
Pour les articles homonymes, voir Buckland.
Jonathan Mark Buckland, né le 11 septembre 1977 à Londres (Angleterre), est un musicien et auteur-compositeur britannique.
Il est surtout connu pour être le guitariste et cofondateur du groupe de rock alternatif Coldplay.

## Biographie
Jonny Buckland vit à Londres jusqu'à l'âge de 4 ans. Il déménage ensuite à Mold, au nord du Pays de Galles. C'est son frère ainé qui l'encourage dans la voie de la musique. Il commence à jouer de la guitare à 11 ans, influencé par les Stone Roses. Ses guitaristes préférés sont George Harrison des Beatles et Eric Clapton. Il forme avec Chris Martin, le groupe Coldplay dans lequel il est guitariste.
Il est, depuis plusieurs années, très rare de voir Jonny Buckland sans une casquette sur la tête. Il a d'ailleurs, entre autres guitares et matériel technique, vendu aux enchères celle qu'il portait durant le Viva la Vida Tour, au profit de l'association Kids Company.

## Carrière

### Coldplay
Jonny Buckland a cofondé le groupe avec Chris Martin ; ils se sont rencontrés pendant la semaine d'intégration de UCL en 1996. Ils résidaient tous deux à Ramsay Hall de l'université, où Will Champion a déclaré qu'il y avait "beaucoup de musiciens et beaucoup de vantards", mais que "Jonny n'était pas l'un de ces vantards". Il a ajouté que "le type qui s'est avéré être le meilleur guitariste parmi nous tous était celui qui cachait sa guitare dans son placard et qui ne l'exhibait jamais". Chris Martin a déclaré que rencontrer Jonny Buckland était "comme tomber amoureux". Ils ont commencé à répéter et à écrire des chansons ensemble au début de 1997[réf. nécessaire]. Guy Berryman les avait déjà rejoints en novembre de cette année-là, et le trio s'appelait alors Big Fat Noises. Will Champion a ensuite complété la formation du groupe en 1998.
Le nom précédent du groupe a été abandonné lorsque Will Champion a programmé leur première performance live au Laurel Tree seulement quelques jours après avoir rejoint le groupe, et Starfish a été choisi "dans la panique". Chez Coldplay, Buckland est souvent considéré comme calme, amical, discret et "le hibou sage" du groupe. Lors d'une interview, Chris Martin a commenté qu'il passait "toute sa vie à essayer de le faire sortir de l'ombre, car je sais qu'il est un héros de la guitare – du moins pour moi". Le groupe utilisait sa chambre pour les répétitions durant leurs premières années, étant proche de voisins qui « toléraient le bruit ». En 2019, ils ont déclaré que Jonny est généralement le premier à désapprouver ou à donner son avis sur les idées de chansons initiales de Chris Martin, bien qu'il soit à l'origine de morceaux comme « Adventure of a Lifetime », qu'il a commencé seul et qui est sorti en tant que premier single du septième album du groupe, A Head Full of Dreams (2015). Bien qu'il ne soit pas le choriste le plus en vue du groupe, on peut l'entendre dans de nombreuses chansons, et il a assuré le chant principal sur « Don't Panic », la chanson d'ouverture de Parachutes (2000).

### Autres projets
Jonny Buckland a participé au troisième album de Ian McCulloch, Slideling (2003), en jouant de la guitare sur les chansons « Sliding » et « Arthur ». L'année suivante, il a fait une apparition dans le film de comédie horrifique Shaun of the Dead (2004) aux côtés de Chris Martin. Ils ont ensuite enregistré « Beach Chair » pour le neuvième album de Jay-Z, Kingdom Come (2006), et ont participé à Slashed (2010), un film d'horreur indépendant réalisé par le groupe nord-irlandais Ash. Il est également connu pour soutenir le magazine de gastronomie et de vin Noble Rot et est devenu investisseur dans les restaurants du même nom. En octobre 2019, le guitariste a aidé Jodie Whittaker à enregistrer une reprise de « Yellow » pour l'album Children in Need de la BBC, aux côtés de Will Champion.

## Vie privée
Jonny Buckland est fan de football, et supporter du club anglais de Tottenham Hotspur.
Il vit à Londres avec sa femme, Chloe Lee-Evans, une bijoutière avec qui il a eu une fille, Violet, née le 3 novembre 2007, ainsi qu'un fils, Jonah, en 2011. Ils se sont mariés en octobre 2009 lors d'une cérémonie privée.
Chris Martin l'a souvent surnommé « Jonny Boy » ou « Jay » pendant des concerts, particulièrement lorsque Buckland s'apprête à jouer un solo de guitare.
Chris Martin a aussi déclaré : « la musique de Coldplay ne serait pas ce qu'elle est sans Jonny Buckland ». L'affection et l'amitié entre Chris et Jon apparaît souvent évidente pendant les concerts et les interviews.
Buckland est le parrain d'Apple, la fille de Chris, leader du groupe Coldplay.
Jon Buckland est un ami très proche de l'acteur Simon Pegg (Shaun of the Dead, Hot Fuzz). Il est d'ailleurs le parrain de sa fille. Chris Martin est également le parrain de ses enfants. Ils ont tous deux fait une apparition dans le film Shaun of the Dead.